# BI-637 (Spanje)

De BI-637

De BI-637 of Autovía Kukularra-Sopela  of La Avanzada is een autovía in Baskenland. De snelweg vormt de verbinding tussen Erandio en Sopelana over een afstand van 12,3 kilometer.